# Jose Sanabria
Jose Sanabria est un boxeur vénézuélien né le 16 février 1963.

## Carrière
Passé professionnel en 1984, il remporte le titre vacant de champion du monde des poids super-coqs IBF le 21 mai 1988 après sa victoire obtenue aux dépens de Moises Fuentes Rocha par abandon à l'appel de la 6e reprise. Sanabria conserve 3 fois sa ceinture puis est battu par Fabrice Bénichou le 10 mars 1989. Il met un terme à sa carrière en 1996 sur un bilan de 22 victoires, 15 défaites et 3 matchs nuls.